# Менка (деревня)
Менка — деревня в Вяземском районе Смоленской области России. Входит в Тумановское сельское поселение.

## География
Расположена в восточной части области в 14 км к северо-востоку от Вязьмы, в 3 км южнее автодороги М1 «Беларусь», на берегу реки Менка. В 13 км южнее деревни расположена железнодорожная станция О.п. 18-й км на линии Вязьма — Калуга.

## История
В годы Великой Отечественной войны деревня была оккупирована гитлеровскими войсками в октябре 1941 года, освобождена в марте 1943 года. 

## Население
| 2015 |
| ---- |
| 1    |